# Chiesa di Santa Lucia (Fiavé)
La chiesa di Santa Lucia è la parrocchiale a Ballino, frazione di Fiavé, in Trentino. Fa parte della zona pastorale delle Giudicarie e risale al XIV secolo.

## Storia

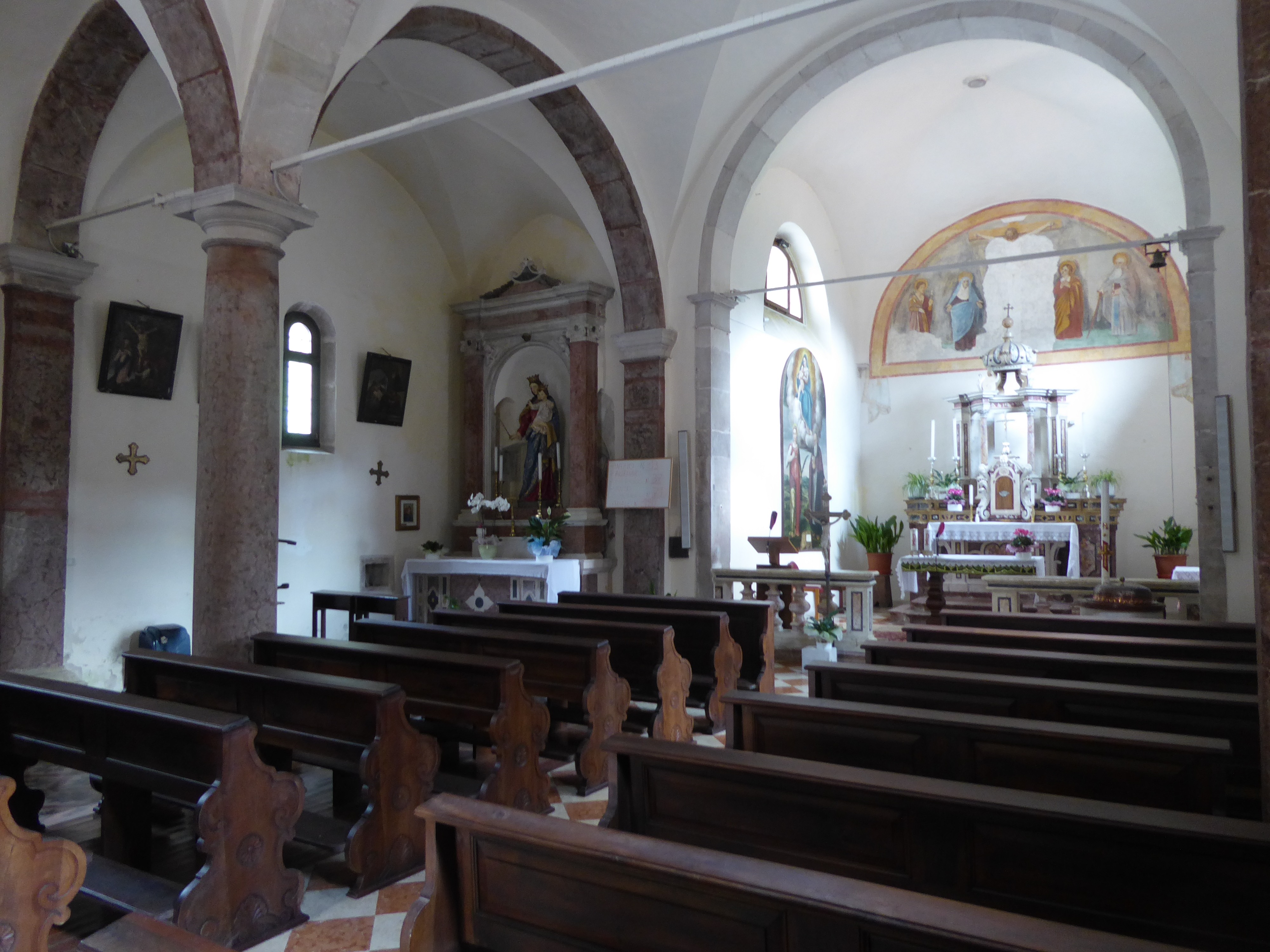
Interno

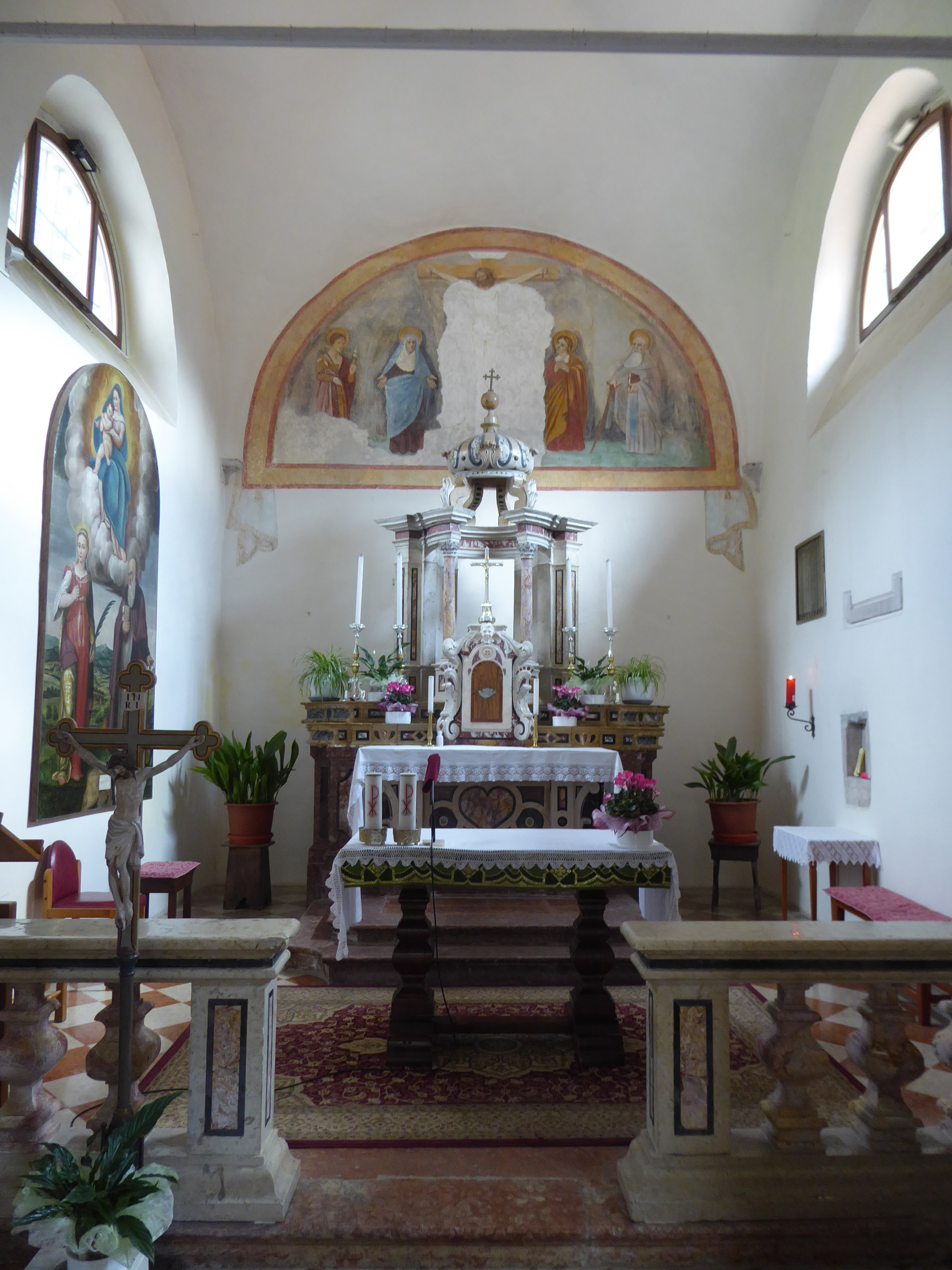
Presbiterio

Certamente nella zona del passo del Ballino doveva esistere sin da epoca altomedievale un ospizio per viaggiatori di passaggio con una costruzione dedicata al culto ma la prima citazione ufficiale di una chiesa legata al luogo, e intitolata a santa Lucia, è solo del 1350.
Nella prima metà del XVI secolo la chiesa venne ampliata e una visita pastorale di pochi decenni dopo richiese ulteriori lavori sulle finestre. Nel 1616 l'interno venne reimbiancato, poi fu ampliata la sacrestia, fu sistemata la copertura e venne rialzata la torre campanaria.
A partire dal 1727 la chiesa fu oggetto di interventi per combattere il ristagno di acqua e risolvere i problemi legati all'umidità che danneggiava la struttura.
Nel 1770 divenne curazia poi le fu concesso il fonte battesimale e, nel 1779, vi fu la consacrazione.
Nel XIX secolo venne nuovamente tinteggiata ma altri progetti di miglioramento vennero disattesi.
Col primo dopoguerra del XX secolo venne ristrutturato il campanile e, nel 1962, la chiesa venne elevata a dignità di parrocchia.
Tra 1964 e 1965 fu nuovamente ristrutturato il campanile e si pose mano anche alla copertura del tetto, inoltre fu costruita una balaustra nel portico e posizionato un impianto di riscaldamento. Durante i lavori si trovarono resti di affreschi nelle zone del presbiterio.
A partire dal 1974 e sino al 2010 si succedettero vari interventi sul campanile e sul castello campanario. 
La pavimentazione della sala venne rifatta con due tipi di marmo, rosso di Verona e bianco delle Alpi.

## Descrizione
Sulla facciata è presente un portico con accesso frontale e sul lato ad ovest. Le navate all'interno sono due, con volta a crociera. La zona presbiteriale è leggermente rialzata.
Nella navata a destra dipinto su tavola raffigurante Madonna con Bambino e santi. Nel presbiterio, dietro l'altare di sinistra, lacerti di affreschi del XVI secolo. La pala dell'altar maggiore ritrae Santa Lucia e Sant'Antonio abate.